# كرينيا (نبات)
نبات الكرينيا Crenea هو جنس من النباتات المزهرة التي تنتمي إلى عائلة النباتات الخثرية .  موطنها الأصلي هو ترينيداد في أمريكا الجنوبية الاستوائية. 
من الانواع التي تم اكتشافها:
- Crenea maritima Aubl.
- Crenea patentinervis (Koehne) Standl.